# Linepithema aspidocoptum
Linepithema aspidocoptum é uma espécie de formiga do gênero Linepithema.